# Празький тролейбус
Празький тролейбус (чеськ. Trolejbusová doprava v Praze) — тролейбусна мережа столиці Чехії Праги, яка існувала з 1936 по 1972 рік. Регулярний рух відкрито 28 серпня 1936 року. Закрито було через неефективність. Знову відкрито в 2017 році.
З 2017 року почалися спроби реанімування  мережі тролейбусного руху в місті.
Тролейбусна мережа столиці Чехії переживає не найкращі часи.  Довгий час існував лише один діючий маршрут № 58, що з'єднує віддалені райони (Palmovka — Letňany), однак він припинив рух у березні 2020 року.
Перезапуск тролейбусної мережі відбувся восени 2022 року, маршрут №58 Palmovka - Čakovice.
Графік роботи: 10:10, 11:40, 13:10, 14:40, 16:10, 17:25. Їде тільки суботу та неділю. 
Розпочав роботу в тестовому режимі.  Новий тролейбус є своєрідним гібридом, він оснащений акумулятором і частину шляху долає без контактної мережі.  Мережа планується поступово розширити до 2024 року, замінивши електротранспортом частину автобусних маршрутів.  Насамперед буде запущено маршрут № 59 (Nádraží Veleslavín – Letiště Václava Havla), який з'єднає місто з головним аеропортом, він змінить автобус № 119. Також, серед першопрохідців заявлений маршрут № 140 (Palmovka – Miškovice)
З 6 березня 2024 р. автобусний маршрут № 119, що зв'язує місто з головним аеропортом, замінено на тролейбус № 59.
Мережа планується поступово розширювати, замінивши електротранспортом частину автобусних маршрутів.

## Рухомий склад

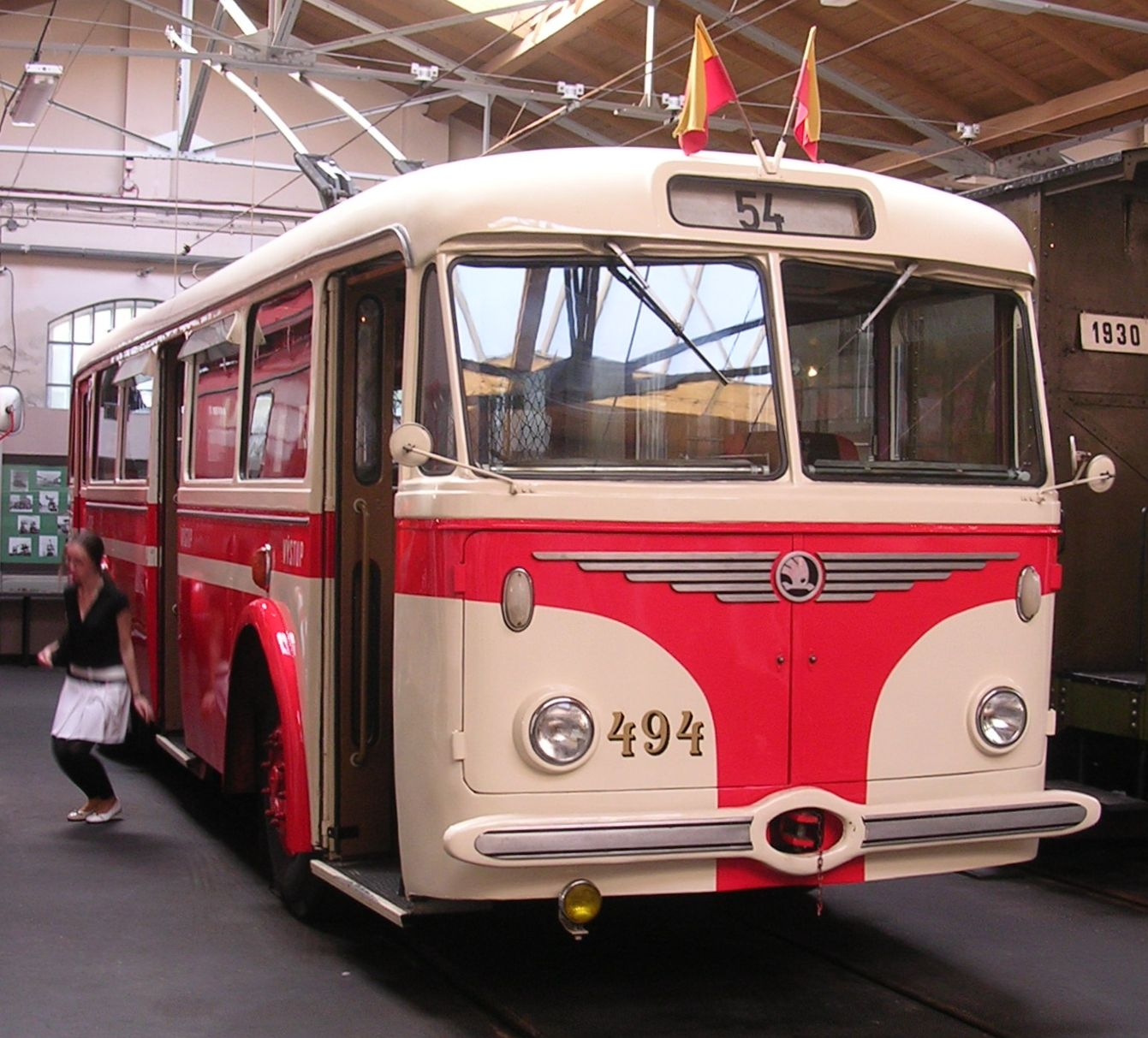
В музеї

- Praga TOT, Škoda 2Tr, Škoda 8Tr, Tatra 400.
- З 15 жовтня 2017 року — SOR TNB 12 ACUMARIO, Solaris Trollino- орендовані та згодом повернуті лізингодавцем

З 2022 року Škoda 36Tr Temza, Škoda 24Tr.  Під час заходу були Škoda 9Tr, Škoda 14Tr, Škoda 21Tr, Sor Tns 12. Планується купити 20 трисекційних тролейбусів Škoda-Solaris на базі тролейбуса Škoda 27Tr, який проходив випробування у 2019 році.  Тролейбус 9000 був проданий у Пльзень.